# Odontoptila brunnea
Odontoptila brunnea är en fjärilsart som beskrevs av W. Warren 1897. Odontoptila brunnea ingår i släktet Odontoptila och familjen mätare. Inga underarter finns listade i Catalogue of Life.